# Joseph Ludwig Raabe
Pour les articles homonymes, voir Raabe.
Joseph Ludwig Raabe, né le 15 mai 1801 à Brody et mort le 22 janvier 1859 à Zurich, est un mathématicien suisse.

## Biographie
Ses parents étant assez pauvres, Raabe a dû gagner sa vie très tôt en donnant des cours particuliers. Il commence à étudier les mathématiques en 1820, au Polytechnicum de Vienne. À l'automne 1831, il déménage à Zürich, où il devient professeur de mathématiques en 1833. En 1855, il devient professeur au nouveau Polytechnicum de Suisse.
Il est principalement connu pour la règle de Raabe-Duhamel, une extension de la règle de d'Alembert permettant de déterminer la nature d'une série.

## Publications
- Differential- und Integralrechnung (Zürich, 1839-1847)
- Mathematische Mitteilungen (2 volumes) (1857-1858)